# 福岡市立照葉小中学校
座標: 北緯33度40分6.182秒 東経130度25分23.07秒

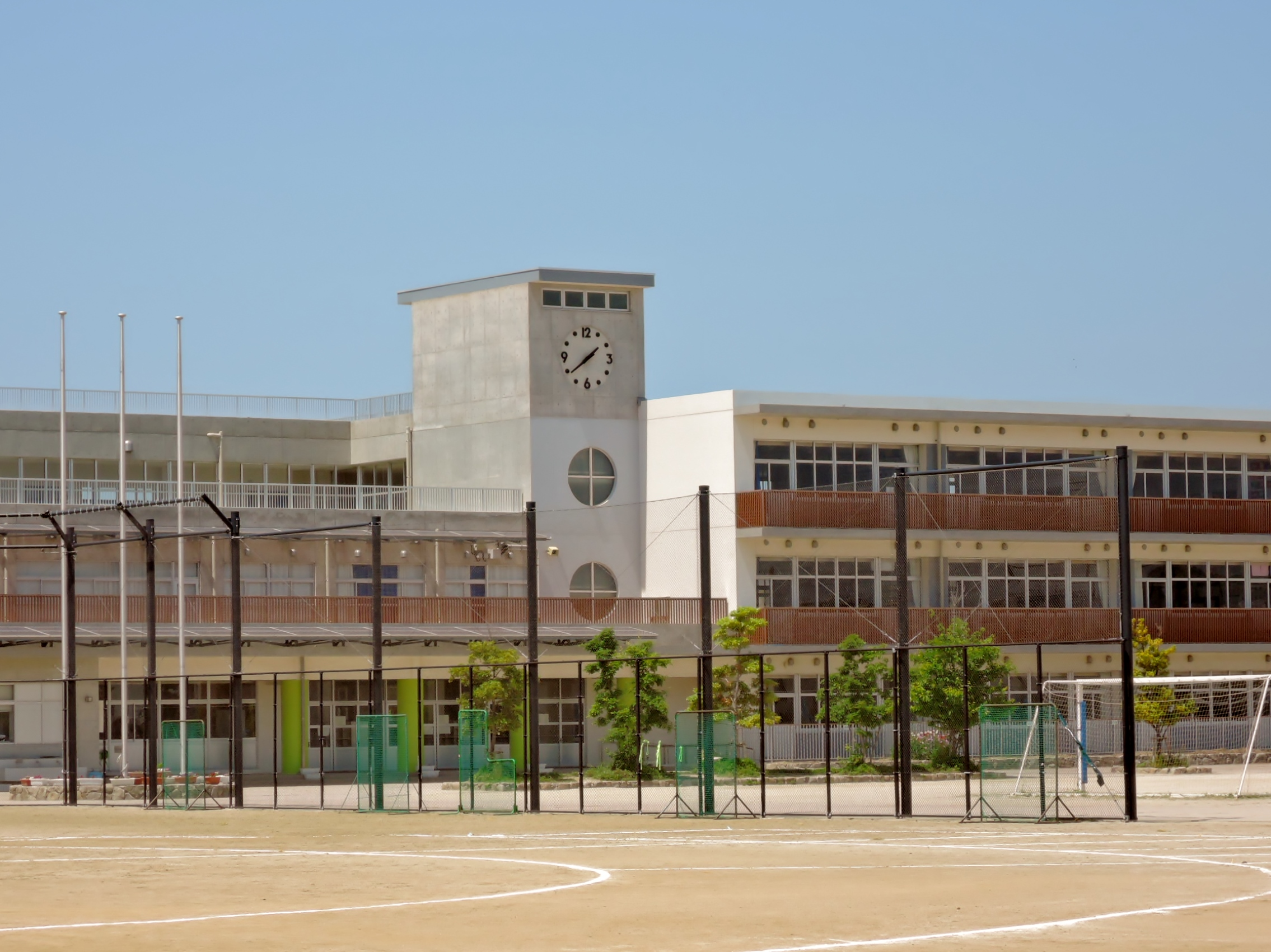
校舎

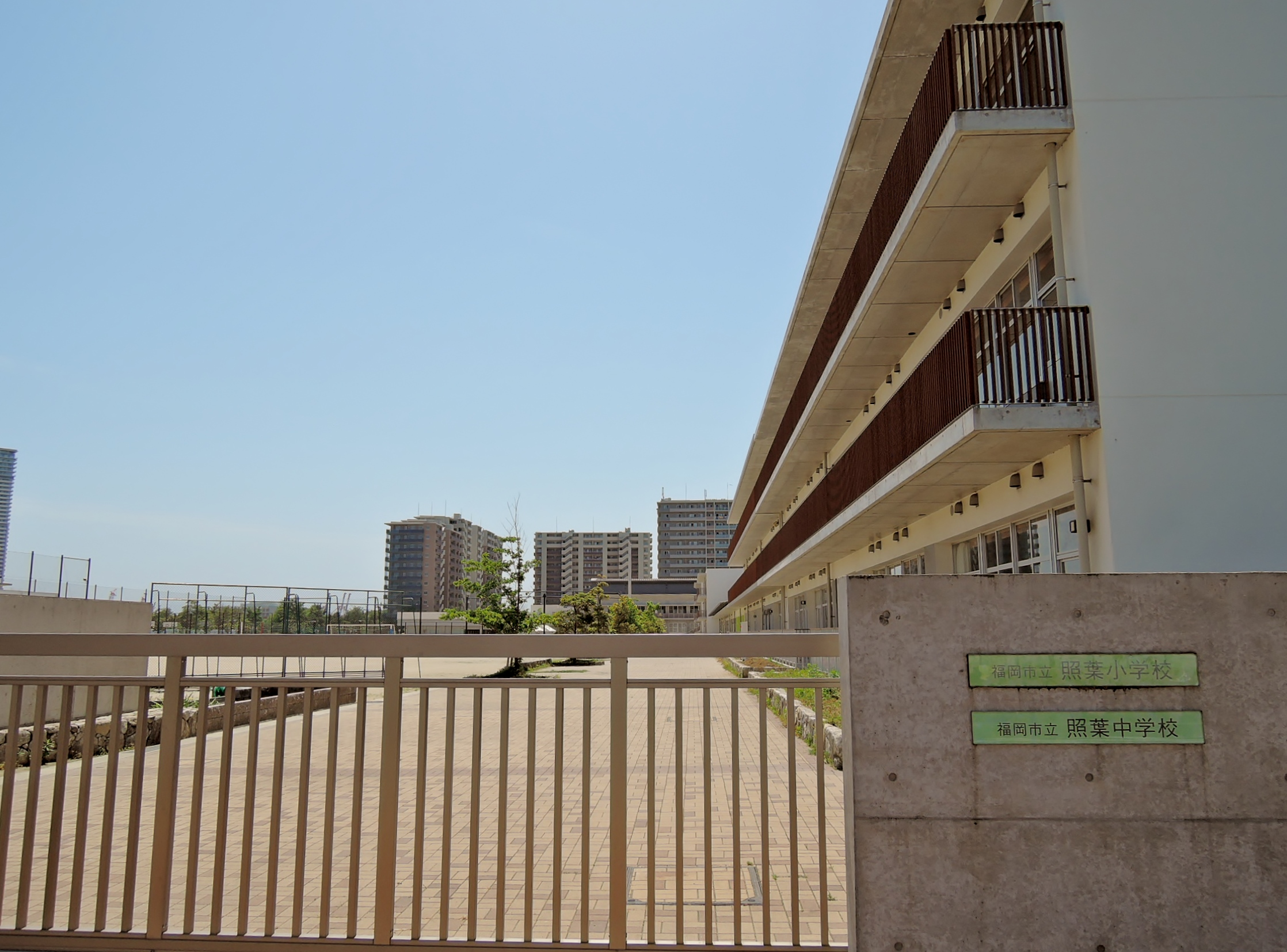
東門

福岡市立照葉小中学校（ふくおかしりつ てりはしょうちゅうがっこう）は、福岡県福岡市東区香椎照葉二丁目にある公立の小学校・中学校である。大規模校からの分立ではなく福岡アイランドシティのみを校区とした新設校である。

## 沿革
- 2004年（平成16年）4月 - 福岡市教育委員会に「先進的学校整備調査担当」設置。
- 2007年（平成19年）4月1日 - 照葉小学校設立。
- 2008年（平成20年）4月1日 - 照葉中学校設立。
- 2019年（平成31年） - 小学校の一部地域を福岡市立照葉北小学校に分割。
- 2024年（令和6年） - 小学校の一部地域を福岡市立照葉はばたき小学校に分割。

## 通学区域
- みなと香椎一丁目[1]
- みなと香椎二丁目
- みなと香椎三丁目
- 香椎照葉一丁目
- 香椎照葉二丁目
- 香椎照葉三丁目
- 香椎照葉四丁目
- 香椎照葉五丁目
- 香椎照葉六丁目
- 香椎照葉七丁目

アイランドシティ全域。学校はアイランドシティの東側、西鉄バス照葉小中学校前バス停付近にある。

## 校歌
- 作詞：藤坂親
- 作曲：斉田雅夫

## クラブ活動（小学校）

### 運動クラブ
- サッカー
- ソフトボール
- バスケットボール
- ソフトバレー・バドミントン
- ダンス
- ドッジボール
- 卓球

### 文化クラブ
- クラフト
- 音楽
- 科学
- パソコン
- ゲーム
- 伝承・文化
- パフォーマンス
- 百人一首
- イラスト
- 折り紙
- 手芸
- 調理
- 読書

## 部活動（中学校）

### 運動部
- サッカー部
- 女子バスケットボール部(市大会出場)
- 男子バスケットボール部(市大会出場)
- 男子卓球部
- 女子卓球部(市大会出場)
- ソフトテニス部(ダブルス市大会出場)
- 軟式野球部(市大会出場)
- 男子バドミントン部
- 女子バドミントン部

### 文化部
- 吹奏楽部
- 美術部
- 放送部